# Sho Kosugi
Shō Kosugi, född 17 juni 1948, är en japansk skådespelare och kampsportare. Han blev känd för sin medverkan i actionfilmer under 1980-talet, i vilka han ofta spelade en ninja. 2009 gjorde han comeback i filmen Ninja Assassin. Han är far till Kane Kosugi och Shane Kosugi, som medverkat i flera av faderns filmer (Kane Kosugi har sedan skapat sig en egen filmkarriär). 

## Filmografi (urval)
- 2009 – Ninja Assassin
- 1992 – Kabuto
- 1989 – Blint raseri
- 1988 – Black Eagle
- 1987 – Rage of Honor
- 1985 – Pray for Death
- 1985 – 9 Deaths of the Ninja
- 1984 – Ninja III: The Domination
- 1983 – Revenge of the Ninja
- 1981 – Enter the Ninja